# Bust-A-Move Ghost
Bust-A-Move Ghost är titeln på ett spel publicerat av det japanska företaget Taito år 2006. Spelet är avsett att användas tillsammans med en Playstation Portable. Spelet fick olika namn i olika världsdelar, och är därför även känt under namnen Ultra Puzzle Bobble Pocket och Bust-a-Move Deluxe.